# Conjunto singular
Se llama conjunto singular en la teoría de conjuntos a todo conjunto que se contiene a sí mismo. Este tipo de conjuntos es la base de ciertas paradojas matemáticas que, como la paradoja de Russell o la paradoja del conjunto de todos los conjuntos de Georg Cantor, se basan en admitir la existencia de este tipo de conjuntos.
En ciertas formalizaciones de la teoría de conjuntos como el conjunto de axiomas de Zermelo-Fraenkel no consideran dentro de la teoría este tipo de entidades, de hecho el axioma de regularidad los prohíbe explícitamente.